# Михаел Адолф фон Алтхан (1648 – 1709)
Михаел Адолф II Игнац фон Алтхан (на немски: Michael Adolf II Ignaz Graf von Althann; * 17 февруари 1648, Виена; † пр. 26 юни 1709) е граф от австрийския благороднически род фон Алтхан.

## Произход
Той е малкият син на граф Михаел Йохан фон Алтхан († 1649) и графиня Мария Маргарета фон Егенберг († 1657), дъщеря на имперски княз Йохан Улрих фон Егенберг (1628 – 1568), херцог на Крумау, и фрайин Мария Сидония фон Танхаузен († 1614). Брат е на Михаел Йохан II фон Алтхан (1643 – 1722).

## Фамилия
Първи брак: на 26 февруари 1669 г. във Виена с фрайин Максимилиана фон Нойдег († 1683), дъщеря на фрайхер Еренрайх Фердинанд фон Нойдег и графиня Мария Магдалена фон Хардег-Глатц-Махланде (1626 – 1658). Те имат децата:
- Мария Елеонора (1670 – 1734), омъжена 1701 г. за граф Фердинанд фон Цинцендорф и Потендорф (* 6 август 1674, Ст. Пьотен; † 1728), син на граф Йохан Фердинанд фон Цинцендорф (1628 – 1686)
- Михаел Фердинанд (* 1671; † млад)
- Михаел Еренрайх Кристиан (* 14 май 1672; † 1715), женен I. на 1 декември 1697 г. във Виена за графиня Албертина/Сузана де Лонгуевал фон Буквой (* 1673; † 20 април 1707), II. 1709 г. за графиня Мария Анна Елизабет фон и цу Даун (* 1674; † 19 юли 1747)
- Михаел Адолф Максимилиан (1674 – 1707), женен за Мария Анна Понграц фон Сцент-Миклос († 21 юли 1703)
- Мария Йозефа (* 1673), омъжена 1699 г. за граф Карл Йозеф Гуариенти фон Раал
- Мария Анна (1675 – 1710), омъжена 1698 г. за граф Йохан Карл Антон фон Бругниони († 1718)
- Мария Магдален (* сл. 1675, † млада)

Втори брак: през 1688 г. за графиня Мария Сидония Йозефа Бройнер (1657 – 1727), дъщеря на Зигфрид Леонхард Бройнер († 1666) и шестата му съпруга графиня Елизабет Поликсена Кавриани фрайин цу Унтер-Валтерсдорф († 1703). Бракът е бездетен.